# Nanjara
Nanjara (auch Nanjala) ist ein Verwaltungsbezirk (Ward) des Distrikts Rombo in der tansanischen Region Kilimandscharo.

## Geografie
Nanjara liegt im Nordosten von Tansania zwischen 25 und 50 Kilometer nordöstlich der Regionshauptstadt Moshi an der Grenze zu Kenia. Das Gebiet steigt von rund 1500 Meter Seehöhe an der Grenze im Nordosten nach Südwesten auf 5148 Meter im Gipfel des Mawenzi an.
Der Bezirk grenzt im Nordwesten an Tarakea Motamburu, im Nordosten an Kenia, im Osten an Reha, im Süden an Ubetu Kahe, Kirongo Simanga, Olele, Katangara Mrere und Kirwa Keni und im Südwesten an Uru Kaskazini. Er hat eine Fläche von 50,4 Quadratkilometern und bei der Volkszählung 2022 lebten hier 21.881 Menschen in 5406 Haushalten.

## Gliederung
Nanjara besteht aus drei Gemeinden (Mtaa) mit 14 Orten (Kitongoji):
| Msangai - Bondeni - Kisiwani Kati - Mamboleo - Kati | Kibaoni - Kibaoni - Kasirwa - Mawenzi - Kibo - Saudia | Nayeme - Nengirisia - Ketiko - Kafumbu - Marongota - Nemkoro |

## Wirtschaft und Infrastruktur
- Gesundheit: In Nanjara befindet sich eine staatliche Apotheke.[7]
- Die Nanjara Secondary School ist eine staatliche weiterführende Schule für Mädchen und Burschen mit einer Ausbildung bis zur 4. Stufe.[8]
- Verkehr: Durch den Bezirk verläuft eine asphaltierte Landesstraße, die östlich von Moshi von der T15 abzweigt und östlich des Kilimandscharo nach Kenia führt.[9]

## Tourismus
- Kilimandscharo: Beim Aufstieg über die „Marangu Route“ auf den Kilimandscharo durchquert man den Bezirk südlich des Mawenzi.[10]